# Venus in einer Landschaft
Venus in einer Landschaft ist der Titel eines Gemäldes des deutschen Malers Lucas Cranach der Ältere, eine typische allegorische und mythologische Darstellung des Künstlers von 1529.